# WWE Superstars
WWE Superstars è stato un programma televisivo di wrestling statunitense prodotto dalla WWE tra il 2009 e il 2016. 
Negli Stati Uniti andava in onda su Hulu Plus e sul WWE Network tutte le settimane, mentre in origine veniva trasmesso da WGN America ogni giovedì. In Italia, invece, è andato in onda dal 2011 al 2015 su Sky Sport con il commento di Luca Franchini e Michele Posa.

## Storia
Nel dicembre del 2008 la WWE e WGN America annunciarono che erano intente a creare un nuovo programma televisivo settimanale di wrestling in prima serata, dalle ore 20:30 alle ore 21:30.
WWE Superstars debuttò negli Stati Uniti il 16 aprile 2009 su WGN America, ma passò su Hulu Plus a partire dal 20 settembre 2012; con l'arrivo del WWE Network il 24 febbraio 2014, fu trasmesso anche su questa piattaforma in parallelo con Hulu.
Il 25 novembre 2016, dopo 398 puntate ufficiali, il programma fu cancellato e sostituito da 205 Live, lo show dedicato alla divisione dei pesi leggeri.

## Annunciatori
Il presentatore di WWE Superstars era Byron Saxton, mentre l'annunciatrice era JoJo Offerman.